# Colle delle Finestre

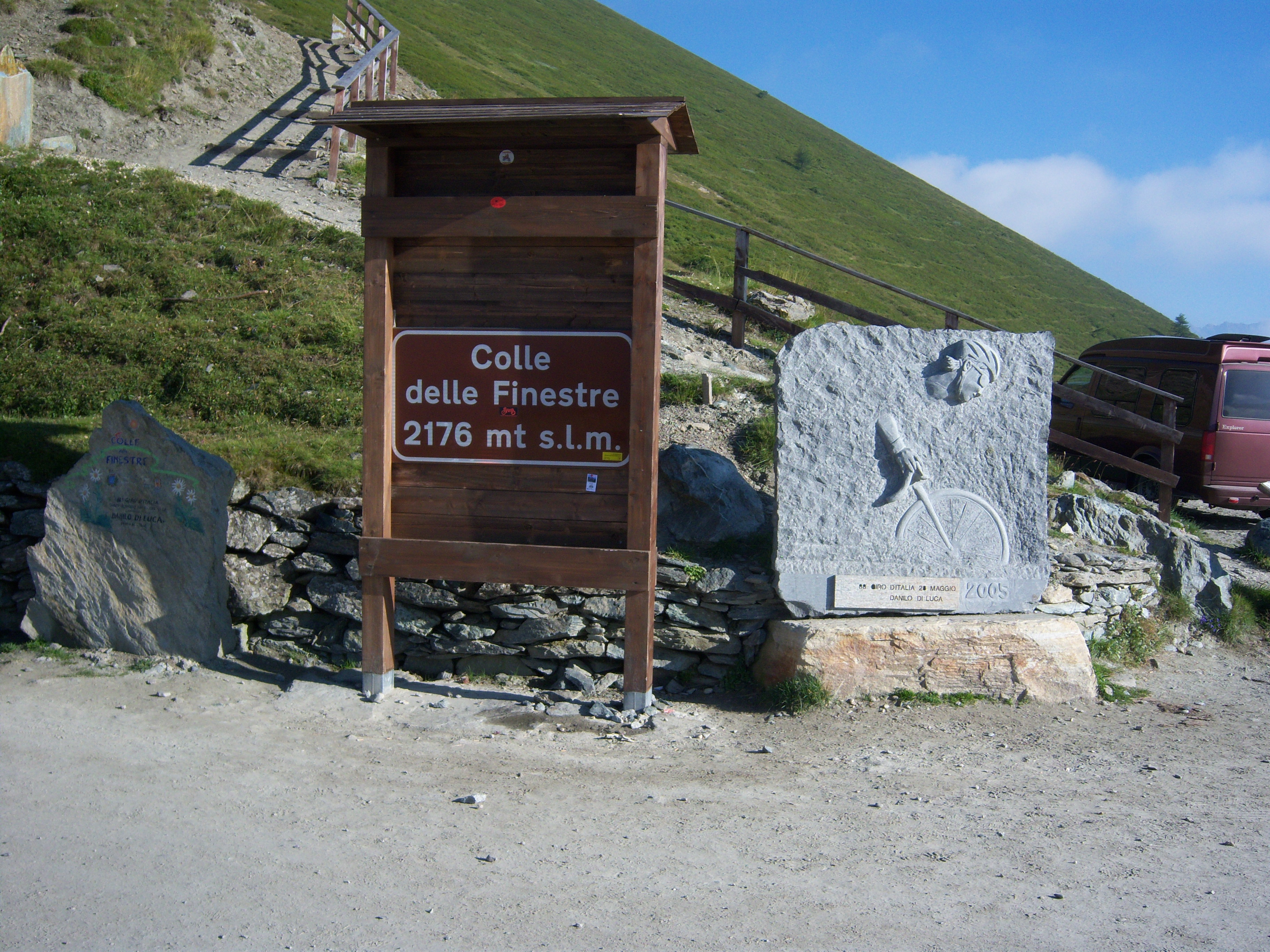
Skyltningen på plats säger 2176 m.ö.h. Till höger ett minnesmärke över Danilo Di Luca, som var först över Finestres krön i Giro d'Italia 2005.

Colle delle Finestre är ett bergspass i den italienska regionen Piemonte. Passet, vars krön ligger 2 176 meter över havet, ligger i de Cottiska alperna och förbinder Val di Susa med Val Chisone, mellan topparna Monte Pintas (2 546 m.ö,h,) i nordväst och Monte Français Pelouxe (2 736 m.ö,h,) i sydost.
Vägen över passet byggdes 1890 för militära ändamål. Den är asfalterad söderifrån, men från norr upphör asfalten på 1 452 meters höjd och ersätts av åtta kilometer grusväg. Passet ingår i naturreservatet Parco Naturale Orsiera-Rocciavrè. Passet är normalt stängt för trafik från 1 november till 15 juni.
Norrifrån är stigningen 18,8 km lång (1 700 höjdmeter), vilket ger en genomsnittlig stigning på 9,1 % (maximalt 16,5 % på 100 m). Från söder är stigningen 15,7 km med 1 127 höjdmeter, vilket i genomsnitt ger 7,2 % (maximalt 16,8 %).

## I Giro d'Italia
Passet ingick i cykelloppet Giro d'Italia för första gången 2005. Sedan dess har passet ingått vid nedanstående tillfällen:
| År   | Etapp | Från | Kategori   | Först över krönet |
| ---- | ----- | ---- | ---------- | ----------------- |
| 2005 | 19    | N    | 1          | Danilo Di Luca    |
| 2011 | 20    | N    | 1          | Vasil Kiryjenka   |
| 2015 | 20    | N    | Cima Coppi | Mikel Landa       |
| 2018 | 19    | N    | Cima Coppi | Chris Froome      |
| 2025 | 20    | N    | Cima Coppi | Chris Harper      |

Not: 2005 var Stelviopasset (2 758 m.ö.h.) Cima Coppi (loppets högsta punkt) och 2011 Passo di Giau (2 236 m.ö.h.).
Utöver Giro d'Italia har passet även ingått i Tour de l'Avenir 2024.

## Forte del Colle delle Finestre
Samtidigt med att vägen anlades byggdes också en befästning, Forte del Colle delle Finestre, mot en klippvägg på sidan av Monte Pintas som bevakade vägen. Det var utrustat med två stycken nedsänkbara torn (tillgängliga via ett tunnelsystem från fortet) med 57 mm Grusonkanoner, vilka dock demonterades under första världskriget för användning på den italienska östfronten. Fortet var bemannat till 1928, men har därefter fått förfalla.

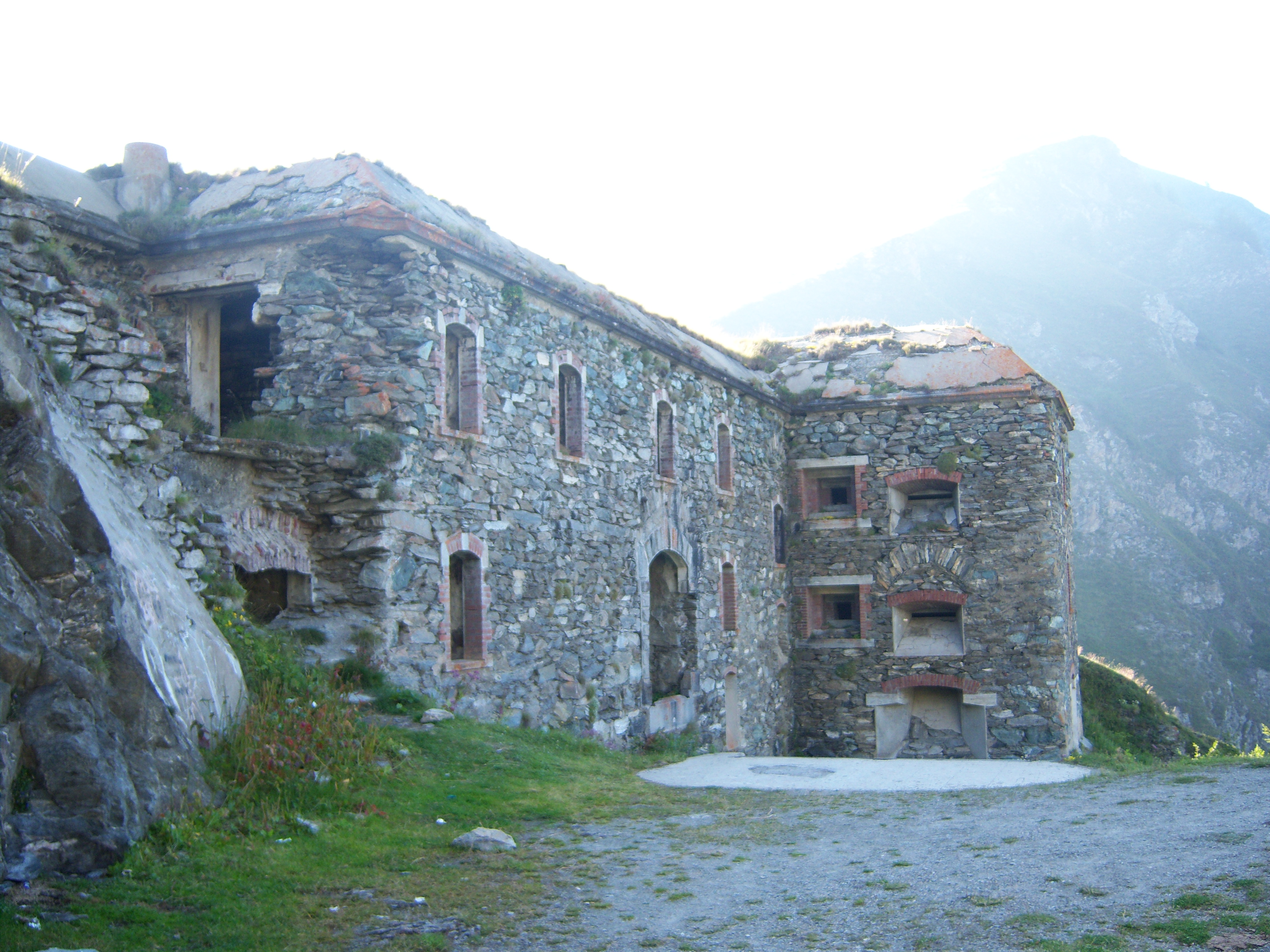
Fortets framsida. Ingången genom valvet nåddes via en vindbrygga, nu fösvunnen (liksom trägolvet mellan våningarna).
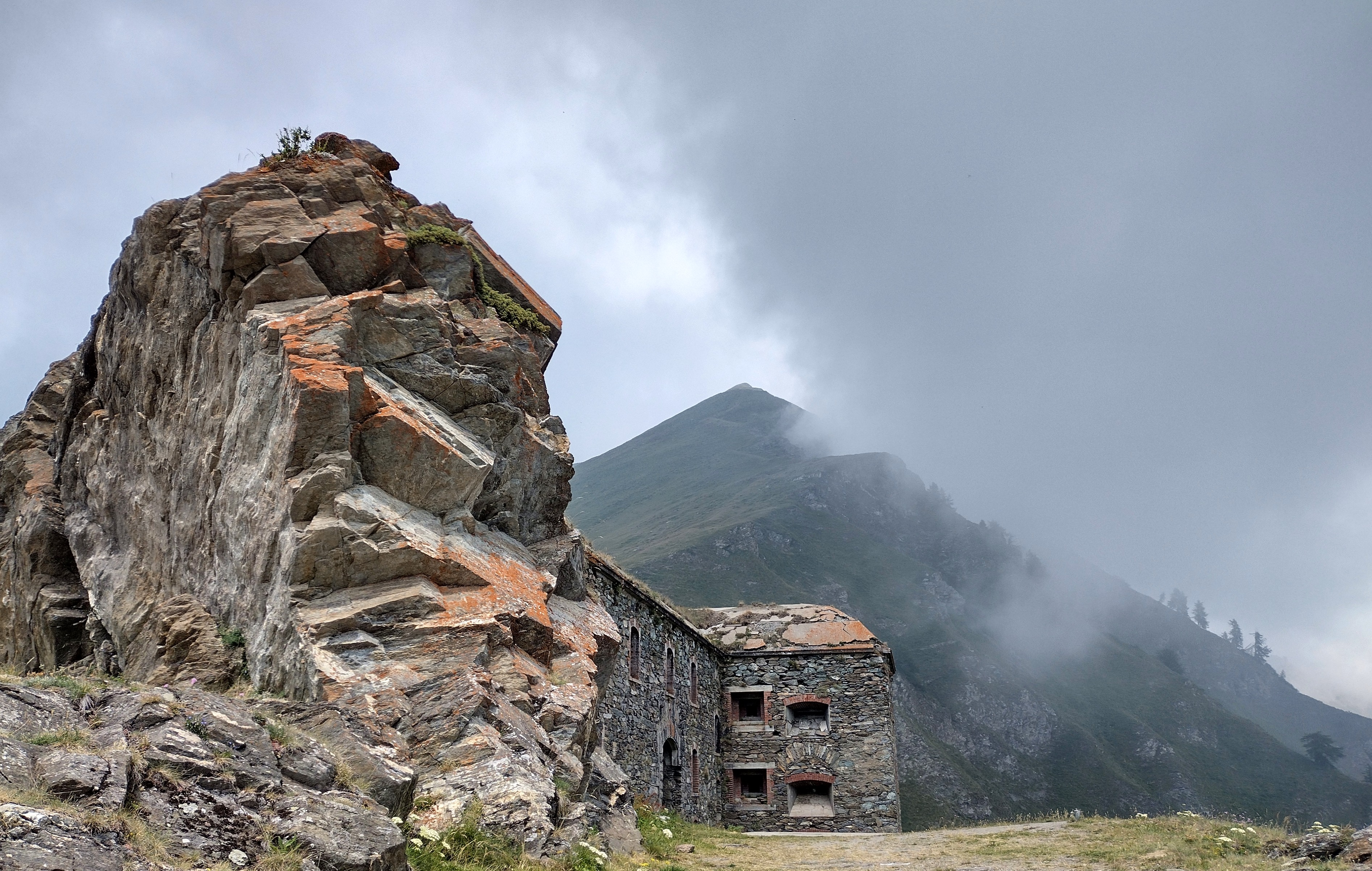
Fortet och den bakomliggande klippväggen. I bakgrunden Monte Pintas topp.
Plan över Forte del Colle delle Finestre (övervåningen till höger). Kanontornen (4) är tillgängliga via tunnelsystemet (7).
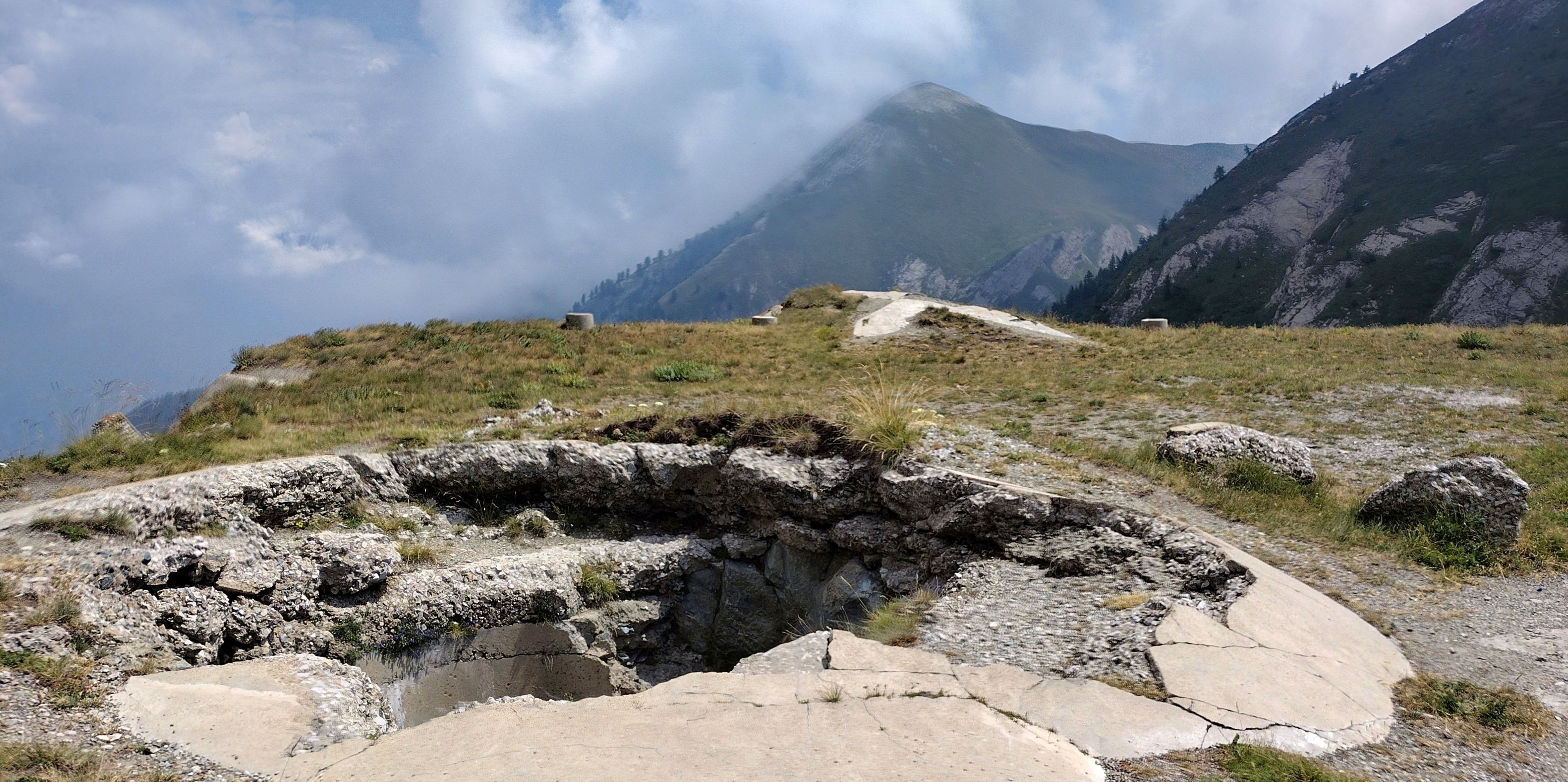
Hål efter ett av kanontornen.